# Galerie nationale d'art du Guyana
La Galerie nationale d'art du Guyana ou Castellani House est une galerie d'art située à Georgetown.

## Localisation et accès
Au milieu de Vlissengen Road et au coin de l'avenue Homestretch à Georgetown.

## Historique
Le bâtiment a beaucoup d'importance historique et il a toujours appartenu à l'État du Guyana. Le premier occupant est George Samuel Jenman, transféré de la Jamaïque à la Guyane britannique pour superviser la conversion de la zone en jardin botanique ainsi que l'embellissement de Georgetown via l'aménagement paysager.
Forbes Burnham, ancien Premier ministre puis président du Guyana, la prend pour résidence de décembre 1964 jusqu'à sa disparition en août 1985. Le bâtiment est alors connu sous le nom de «The Residence». Burnham est le dernier président à y avoir vécu. 
L'administration du Parti progressiste populaire a restauré le bâtiment en le convertissant en une galerie nationale d'art. De plus, le 24 mai 1993, une exposition inaugurale a lieu lorsque le bâtiment acquiert son nom actuel de « Maison Castellani », qui est nommée en l'honneur de son concepteur, Cesar Castellani.
La construction du bâtiment d'origine commence en 1879 et en 1882, d'autres modifications sont apportées.
Au fil des ans, le bâtiment change de proportions  —  un toit à forte pente qui accueille désormais des chefs-d'œuvre réalisés par des artistes et un nouveau deuxième étage qui héberge également des compétences artistiques. Cependant, des changements majeurs commencent en 1965, pendant le mandat du président Burnham lorsque l'architecte guyanien, Hugh McGregor Reid, est engagé pour effectuer les travaux d'agrandissement et de rénovation.